# 血跡

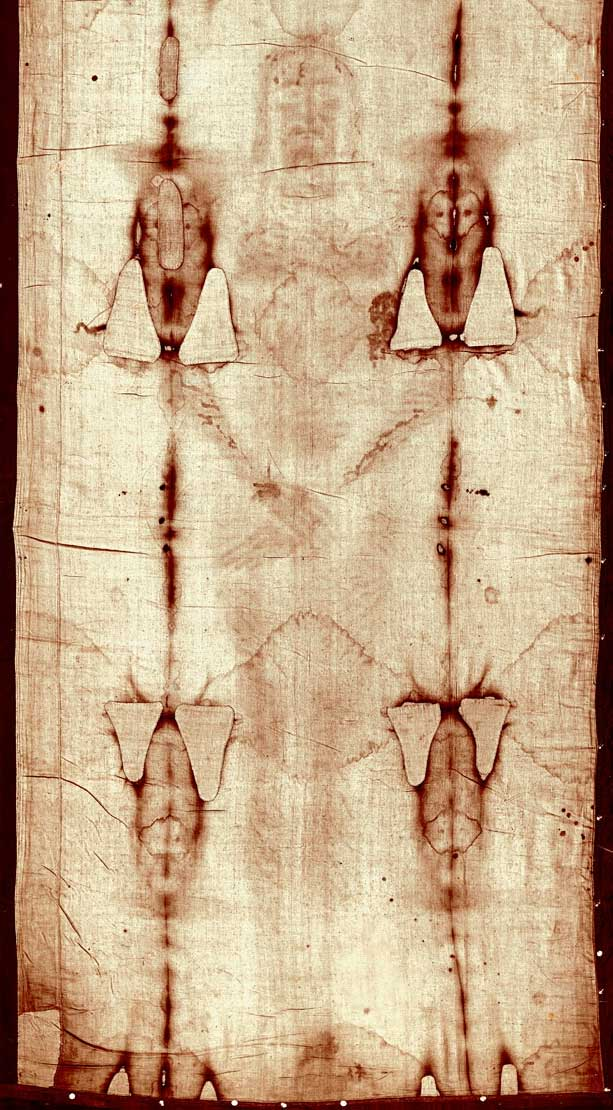
都靈裹屍布，由血跡印出

血跡，是人類及生物留下的血液痕跡，是考古學及司法科學研究的課題。追蹤血路有助發現案發現場、凶手、凶器及遇害者的所在地，有利破案。
血跡的乾濕表示案發的時間。血跡內容帶脫氧核糖核酸有助了解涉案者的身份。

## 相關
- 考古學
- 鲁米诺